# Bellechester (Minnesota)
Bellechester es una ciudad ubicada en el condado de Goodhue en el estado estadounidense de Minnesota. En el Censo de 2010 tenía una población de 175 habitantes y una densidad poblacional de 219,38 personas por km².

## Geografía
Bellechester se encuentra ubicada en las coordenadas 44°22′16″N 92°30′41″O / 44.37111, -92.51139. Según la Oficina del Censo de los Estados Unidos, Bellechester tiene una superficie total de 0.8 km², de la cual 0.8 km² corresponden a tierra firme y (0%) 0 km² es agua.

## Demografía
Según el censo de 2010, había 175 personas residiendo en Bellechester. La densidad de población era de 219,38 hab./km². De los 175 habitantes, Bellechester estaba compuesto por el 90.86% blancos, el 8.57% eran de otras razas y el 0.57% pertenecían a dos o más razas. Del total de la población el 10.29% eran hispanos o latinos de cualquier raza.